# ليونا هوتون
ليونا هوتون (بالإنجليزية: Leona Hutton)‏ هي ممثلة أمريكية، ولدت في 8 أبريل 1892 في سانت جوزيف في الولايات المتحدة، وتوفيت في 4 يناير 1949 في توليدو في الولايات المتحدة.

## وصلات خارجية
- ليونا هوتون على موقع IMDb (الإنجليزية)
- ليونا هوتون على موقع قاعدة بيانات الفيلم (الإنجليزية)